# Cardamine ecuadorensis
Cardamine ecuadorensis là một loài thực vật có hoa trong họ Cải. Loài này được Hieron. mô tả khoa học đầu tiên năm 1895.